# Asclettin de Aversa
Asclettin (de asemenea, Ascletin sau Asclettino), membru al familiei normande Drengot, a fost fiul lui contelui Asclettin de Acerenza, care la rândul său era fratele lui Rainulf Drengot, primul conte de Aversa.
Asclettin i-a succedat unchiului său Rainulf în comitatul de Aversa din anul 1045. El a fost ales în această calitate în unanimitate de către nobilii normanzi din Aversa și învestit cu comitatul de către suzeranul său, principele Guaimar al IV-lea de Salerno.
Asclettin nu a intrat imediat și în posesia Ducatului de Gaeta, pe care Ranulf îl guvernase ca vasal al lui Guaimar. În schimb, locuitorii din Gaeta l-au ales ca duce pe Atenulf, conte de Aquino. Guaimar l-a atacat pe acesta și l-a înfrânt, acționând în favoarea lui Asclettin, însă, ca urmare a sprijinului acordat de către Atenulf I împotriva principelui Pandulf al IV-lea de Capua, care la acea vreme ataca Monte Cassino, Guaimar l-a eliberat și i-a confirmat stăpânirea asupra Gaetei.
Asclettin a mai domnit în Aversa vreme doar de câteva luni înainte de a muri prematur. El a fost succedat de către vărul său, Rainulf Trincanocte. Fratele său mai tânăr, Richard va prelua ulterior Aversa, precum și Principatul de Capua.